# 衝動 (綾野ましろの曲)
「衝動」（しょうどう）は、綾野ましろの7枚目のシングルおよびディスクに収録された楽曲。

## 概要
前作「starry」より、約4か月ぶりのリリース。
表題曲である「衝動」は、テレビアニメ『グランクレスト戦記』の後期エンディングテーマになった。

## 収録曲
1.衝動
Lyics:haruki neru
Music:yoshiaki watanuki
arrange:masahiro mizoguchi
2.MATROSKA
Lyics:Mashiro.yukarico
Music:yukarico
arrange:fumiya taguchi&fumio yasuda
3.ECHOES 
Lyics:Mashiro.fumio yasuda
Music.fumio yasuda
arrange:fumiya taguchi&fumio yasuda

### DVD（初回版）
ミュージックビデオ
衝動（music video）
綾野ましろ One-man Live 2016 WHITE PLACE
「focus lignt」「刹那クロ二カル」「misty way」「スパイラルガーデン」「infinity beyond」「真想の街」